# Cuca (calciatore 1991)
Cuca, pseudonimo di Carlos Miguel Pereira Fernandes (Lisbona, 9 gennaio 1991), è un calciatore portoghese naturalizzato capoverdiano, centrocampista del Belenenses e della nazionale capoverdiana.

## Carriera

### Club
Ha giocato tra la seconda e la quarta divisione portoghese e nella seconda divisione cipriota.

### Nazionale
L'8 giugno 2021 ha esordito con la nazionale capoverdiana giocando l'amichevole persa per 2-0 contro il Senegal.
Nel 2023 partecipa alla Coppa d'Africa.

## Statistiche

### Presenze e reti nei club
Statistiche aggiornate al 3 giugno 2022.
| Stagione        | Squadra          | Campionato      | Campionato | Campionato | Coppe nazionali | Coppe nazionali | Coppe nazionali | Coppe continentali | Coppe continentali | Coppe continentali | Altre coppe | Altre coppe | Altre coppe | Totale | Totale |
| Stagione        | Squadra          | Comp            | Pres       | Reti       | Comp            | Pres            | Reti            | Comp               | Pres               | Reti               | Comp        | Pres        | Reti        | Pres   | Reti   |
| --------------- | ---------------- | --------------- | ---------- | ---------- | --------------- | --------------- | --------------- | ------------------ | ------------------ | ------------------ | ----------- | ----------- | ----------- | ------ | ------ |
| 2009-2010       | Oeiras           | TD              | 1          | 0          | CP              | 0               | 0               |                    | -                  | -                  |             | -           | -           | 1      | 0      |
| 2010-2011       | Oeiras           | TD              | 30         | 1          | CP              | 0               | 0               |                    | -                  | -                  |             | -           | -           | 30     | 1      |
| 2011-2012       | Oeiras           | TD              | 32         | 0          | CP              | 0               | 0               |                    | -                  | -                  |             | -           | -           | 32     | 0      |
| 2012-2013       | Oeiras           | SD              | 29         | 1          | CP              | 0               | 0               |                    | -                  | -                  |             | -           | -           | 29     | 1      |
| 2013-2014       | 1º Dezembro      | CNS             | 27         | 0          | CP              | 0               | 0               |                    | -                  | -                  |             | -           | -           | 27     | 0      |
| 2014-2015       | 1º Dezembro      | CNS             | 29         | 1          | CP              | 0               | 0               |                    | -                  | -                  |             | -           | -           | 29     | 1      |
| 2015-2016       | Omonia Aradippou | B               | 25         | 2          | CC              | 0               | 0               |                    | -                  | -                  |             | -           | -           | 25     | 2      |
| 2016-2017       | Felgueiras 1932  | CdP             | 32         | 0          | CP              | 0               | 0               |                    | -                  | -                  |             | -           | -           | 32     | 0      |
| 2017-2018       | Felgueiras 1932  | CdP             | 31         | 0          | CP              | 3               | 0               |                    | -                  | -                  |             | -           | -           | 34     | 0      |
| 2018-2019       | Mafra            | LdH             | 29         | 0          | CP+CdL          | 1+1             | 0               |                    | -                  | -                  |             | -           | -           | 31     | 0      |
| 2019-2020       | Mafra            | LdH             | 12         | 0          | CP+CdL          | 3+1             | 0               |                    | -                  | -                  |             | -           | -           | 16     | 0      |
| 2020-2021       | Mafra            | LdH             | 28         | 0          | CP+CdL          | 1+1             | 0               |                    | -                  | -                  |             | -           | -           | 30     | 0      |
| 2021-2022       | Casa Pia         | LdH             | 11         | 0          | CP+CdL          | 0               | 0               |                    | -                  | -                  |             | -           | -           | 11     | 0      |
| Totale carriera | Totale carriera  | Totale carriera | 316        | 5          |                 | 11              | 0               |                    | -                  | -                  |             | -           | -           | 327    | 5      |

### Cronologia presenze e reti in nazionale
| Cronologia completa delle presenze e delle reti in nazionale ― Capo Verde | Cronologia completa delle presenze e delle reti in nazionale ― Capo Verde | Cronologia completa delle presenze e delle reti in nazionale ― Capo Verde | Cronologia completa delle presenze e delle reti in nazionale ― Capo Verde | Cronologia completa delle presenze e delle reti in nazionale ― Capo Verde | Cronologia completa delle presenze e delle reti in nazionale ― Capo Verde | Cronologia completa delle presenze e delle reti in nazionale ― Capo Verde | Cronologia completa delle presenze e delle reti in nazionale ― Capo Verde |
| Data                                                                      | Città                                                                     | In casa                                                                   | Risultato                                                                 | Ospiti                                                                    | Competizione                                                              | Reti                                                                      | Note                                                                      |
| ------------------------------------------------------------------------- | ------------------------------------------------------------------------- | ------------------------------------------------------------------------- | ------------------------------------------------------------------------- | ------------------------------------------------------------------------- | ------------------------------------------------------------------------- | ------------------------------------------------------------------------- | ------------------------------------------------------------------------- |
| 8-6-2021                                                                  | Thiès                                                                     | Senegal                                                                   | 2 – 0                                                                     | Capo Verde                                                                | Amichevole                                                                | -                                                                         | 64’                                                                       |
| 3-6-2022                                                                  | Marrakech                                                                 | Burkina Faso                                                              | 2 – 0                                                                     | Capo Verde                                                                | Qual. Coppa d'Africa 2023                                                 | -                                                                         | 42’ 45’                                                                   |
| 7-6-2022                                                                  | Marrakech                                                                 | Capo Verde                                                                | 2 – 0                                                                     | Togo                                                                      | Qual. Coppa d'Africa 2023                                                 | -                                                                         | 64’                                                                       |
| 12-6-2022                                                                 | Fort Lauderdale                                                           | Ecuador                                                                   | 1 – 0                                                                     | Capo Verde                                                                | Amichevole                                                                | -                                                                         | 74’                                                                       |
| 24-3-2023                                                                 | Praia                                                                     | Capo Verde                                                                | 0 – 0                                                                     | eSwatini                                                                  | Qual. Coppa d'Africa 2023                                                 | -                                                                         | 77’                                                                       |
| 28-3-2023                                                                 | Nelspruit                                                                 | eSwatini                                                                  | 0 – 1                                                                     | Capo Verde                                                                | Qual. Coppa d'Africa 2023                                                 | -                                                                         | 46’                                                                       |
| 10-9-2023                                                                 | Lomé                                                                      | Togo                                                                      | 3 – 2                                                                     | Capo Verde                                                                | Qual. Coppa d'Africa 2023                                                 | -                                                                         | 59’                                                                       |
| 16-11-2023                                                                | Praia                                                                     | Capo Verde                                                                | 0 – 0                                                                     | Angola                                                                    | Qual. Mondiali 2026                                                       | -                                                                         | 61’                                                                       |
| 21-11-2023                                                                | Mbombela                                                                  | eSwatini                                                                  | 0 – 2                                                                     | Capo Verde                                                                | Qual. Mondiali 2026                                                       | -                                                                         | 61’                                                                       |
| 19-1-2024                                                                 | Abidjan                                                                   | Capo Verde                                                                | 3 – 0                                                                     | Mozambico                                                                 | Coppa d'Africa 2023 - 1º turno                                            | -                                                                         | 80’                                                                       |
| 22-1-2024                                                                 | Abidjan                                                                   | Capo Verde                                                                | 2 – 2                                                                     | Egitto                                                                    | Coppa d'Africa 2023 - 1º turno                                            | -                                                                         | 75’                                                                       |
| Totale                                                                    |                                                                           | Presenze                                                                  | 11                                                                        |                                                                           | Reti                                                                      | 0                                                                         |                                                                           |